# Замок у Пщині
Замок у Пшчині (пол. Zamek w Pszczynie, німецька Schloss Pleß) — давня магнатська резиденція у місті Пшчина у Верхній Сілезії.
Разом з історичними ландшафтним парком в англійському стилі, площею 156 га, створює палацово-парковий комплекс. У 1946 році перетворений на музей, в даний час діє під назвою «Музей замковий у Пшчині» (пол. Muzeum Zamkowe w Pszczynie). Зареєстрований в Державному реєстрі музеїв. На відміну від багатьох інших замків та палаців в Сілезії, пошкоджених в результаті Другої світової війни і відразу ж після неї, в замку у Пшчині збереглися оригінальні інтер'єри та меблі, які роблять його однією з найцінніших пам'яток житлової архітектури в Польщі.

## Історія замку

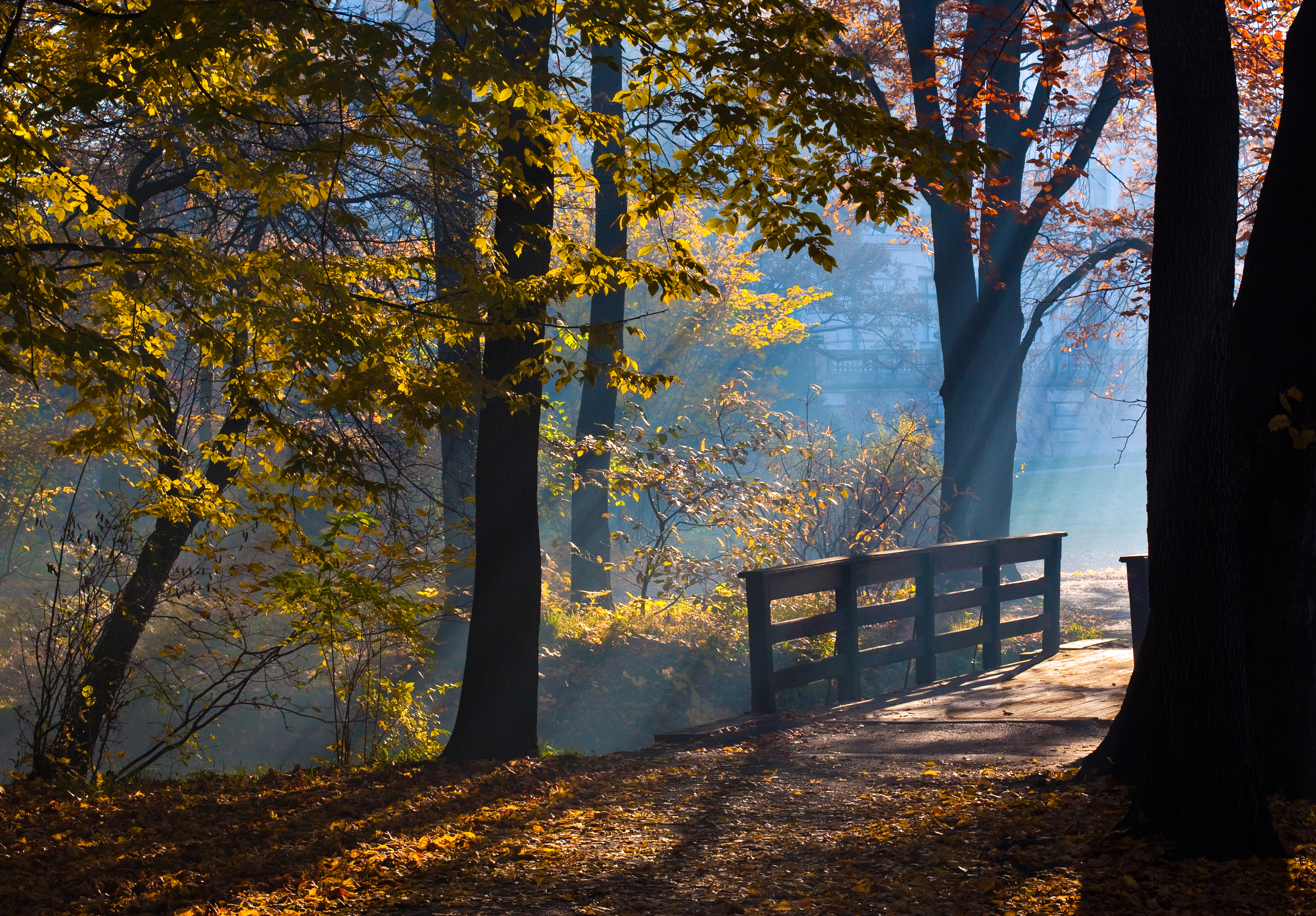
Замковий парк

Згідно записів Генрика Шаффера, літописця Пщинського князівства у XIX ст., початки Пщинського замку слід шукати у XI або XII століттях, коли він був побудований за правління династії П'ястів як сторожова вежа на торговому шляху з Київської Русі до Моравії, виступаючи також як мисливський замок (це друга функція залишалася аж до ХХ століття). У ті часи Пщинська земля належать до Малопольщі. Увійшла до складу Сілезії в 1178 році, коли краківський князь Казимир II Справедливий подарував її князеві Мєшку I Плясоногому, правителю Ратиборського князівства. У 1327 році князь Лешек Ратиборський був змушений платити данину королю Богемії Яну Люксембурзькому (у збереженому документі Пщина зазначається як місто — civitas), що свідчить про належність Пщинської землі до сфери впливу Чехії. Після смерті Лешека в 1336 році його землі перейшли до брата — опавського князя Миколи II з роду Пржемисловичів.
На початку п'ятнадцятого століття представниця русько-литовського роду княгиня Олена, донька чернігівського князя Дмитра Ольгердовича Корибута, побудувала тут цегляний готичний замок. Протягом наступного століття будівля переходила з рук в руки, і в 1549 році її купив Вроцлавський єпископ Балтазар Промніц, який перебудував замок і перетворив його в резиденцію в ренесансному стилі. За наступні двісті років володіння замком родом Промніца він ще більше змінився, ставши двоповерховим палацом в стилі бароко. У 1705 бароковий композитор Георг Філіп Телеманн став капельмейстером Ердмана II фон Промніца, таємним радником Августа II Сильного, курфюрста Саксонії та короля Польщі, і проводив значний час у палаці Пщина, коли двір останнього проводив там літо. Це дало Телеманну можливість вивчати польську та моравську народну музику, яка його захоплювала та надихала. У 1742 Плесс став частиною Королівства Пруссія. У 1848 герцогство Плесс стало князівством, яким до 1939 керувала родина Хохберг-Фюрстенштайн. У 1870-1876 реконструкцією палацу керував французький архітектор Габріель-Іполит Десталье. Під час Першої світової війни палац, який на той час знаходився в прусській провінції Сілезія, іноді приймав німецького імператора Вільгельма II, і тут виставлені фотографії, на яких він разом із генералами, такими як Еріх Людендорф і Пауль фон Гінденбург, обговорюють військові дії. Після війни та плебісциту 1921 місто знову увійшло до складу Польщі. Після спільного німецько-радянського вторгнення до Польщі у вересні 1939 на початку Другої світової війни комплекс був окупований вермахтом. Після Другої світової війни Верхня Сілезія увійшла до складу Польської Народної Республіки. Недовгий час у палаці був радянський військовий госпіталь, але у травні 1946 його перетворили на музей, який діє й нині. Палац зберігся до наших днів в ідеальному стані — всі біди, включаючи Другу Світову війну, обійшли його стороною (під час війни тут розташовувалася саперна школа) і сьогодні тут можна побачити автентичні інтер'єри, колекцію зброї і мисливських трофеїв.

## Цікаві факти
Замок у Пщині — улюблене місце молодят. Їм дуже подобається фотографуватися на фоні значної старовинної споруди.